# Szentendrei Teátrum
1969-ben az akkor még Színház- és Filmművészeti Főiskola (ma: SzFE) hallgatói – élükön az akkor még ugyancsak főiskolás, mára országos és európai hírű rendező Zsámbéki Gáborral – úgy gondolták, hogy Szentendre főterén színházi előadásokat kellene tartani. A város zárt főtere, a térbe futó utcák torkolatai, a XVIII. századi polgárházak, mint természetes díszletek, és a hely szelleme adottak voltak, csak meg kellett találni a hozzáillő színházat, az igazán jól csak itt érvényesülő darabokat és az értő rendezőket és színészeket. A kezdeményezést több neves színházi szakember is támogatta és Békés András a Magyar Állami Operaház kiváló rendezője, és a főiskola tanára az új színházi létesítmény megvalósítási programjának élére állt. A szabadtéri játékok végleges neve is megszületett: Szentendrei Teátrum.
1969 nyarán mutatták be az emlékezetessé lett Comico-tragoedia és a még híresebb Pikko Hertzeg és Jutka Perzsi című darabokat Békés András rendezésében. A legendás hírű előadások zenei vezetője Oberfrank Géza karmester, a Magyar Állami Operaház későbbi főzeneigazgatója volt. A Pikko hertzeghez és a Szüzesség aczél tüköréhez Vujicsics Tihamér komponált zenét. A főszerepeket Sztankay István, Szabó Gyula, Mádi Szabó Gábor, Konrád Antal, Psota Irén, Básti Lajos játszotta; de az epizodisták és statiszták is olyan kiváló színészek voltak, mint Cserhalmi György, Maros Gábor, Hámori Ildikó, Székhelyi József, Szacsvay László, Valló Péter, Ascher Tamás, később Hegedűs D. Géza. Ezután egymást követték a további nagy sikerű előadások, a Botcsinálta bölcsek, a Vízkereszt, vagy amit akartok, a Tévedések vígjátéka, a La Mancha lovagja, a Dundo Maroje. Majd következtek az operák: A szerelmi bájital, a Hamupipőke, a Don Pasquale, a Figaró házassága, kiváló és közismert-közkedvelt énekművészekkel, mint Gregor József, Zempléni Mária, Sudlik Mária, és sokan mások.
A Szentendrei Teátrum a Szentendrei Nyár című rendezvény keretei között várja a közönséget a három helyszínen, évente két-három új bemutatóval, zenés, prózai és táncszínházi előadásokkal, vendégelőadásokkal, vasárnap délelőttönként pedig gyerekműsorokkal június végétől augusztus végéig.

## Igazgatói
- Kolti Helga (2011–2015)
- Csató Kata (2015–2015)[1]
- Solymosi Heléna (2015–2016)[1]
- Vasvári Csaba (2016–2021)[2]
- Lőrinczy György (2021–)[3]